# La Rosière, Haute-Saône
La Rosière là một xã ở tỉnh Haute-Saône trong vùng Franche-Comté phía đông nước Pháp.